# Dan Voiculescu
Pour l’article homonyme, voir Dan-Virgil Voiculescu.
Dan Voiculescu, né le 25 septembre 1946 à Bucarest, est un homme politique et homme d'affaires roumain. Avec sa famille, il fait partie des 10 plus grosses fortunes roumaines. Ancien vice-président du Sénat, il est le fondateur et le président du Parti humaniste roumain (PUR), par la suite renommé Parti conservateur (PC). Il est le fondateur du groupe de médias Intact Media Group, comprenant plusieurs journaux dont Jurnalul Național et Gazeta Sporturilor et les chaînes de télévision Antena 1, Antena 2, Antena 3 et Antena 4.
En 2014, il est condamné à 10 ans de prison ferme et à la confiscation de ses biens pour blanchiment.
Il sort de prison en régime de liberté conditionnelle le 19 juillet 2017.

## Biographie

### Pendant la période communiste
Selon l’autobiographie publiée sur son site Internet officiel, il est né d'une famille modeste, son père étant plombier et sa mère femme au foyer. Il a été élevé dans le quartier bucarestois Bariera Vergului, près de la Patinoire du 23 août, où il a pratiqué le hockey sur glace. En 1969, il effectue son service militaire dans une unité militaire de Focșani. Selon son autobiographie officielle, avant la révolution de 1989, il louait une maison et possédait une Dacia acquise à crédit. En travaillant dans le commerce extérieur, en commençant avec une indemnité de 7 dollars/jour, il est arrivé à amasser, pendant 21 ans, plus de 30 000 dollars, somme qu’il a déposée à la BRCE, en constitution du capital de départ du groupe GRIVCO. Il sera aidé par Fouad Sanbar, le patron de la société Crescent. Il travaille dans le domaine du commerce extérieur, en dirigeant pendant les années 1980 l’entreprise Crescent (entreprise mixte roumaine-chypriote).
Le Parlement adoptera, le 14 octobre 2008, le rapport de la Commission parlementaire d’enquête pour investigations et clarifications concernant les comptes de Nicolae Ceaușescu, la conclusion finale étant que l’ancien chef de l'État n'avait pas eu de comptes ou bien de fortune à l'étranger : « Pendant deux ans d'activité, j'ai invité diverses personnes qui ont fait partie du système d'État, des gens de la BCRE, des journalistes qui se sont occupés de ce sujet. D'ailleurs, tout le rapport contient les témoignages de ces personnes. Les conclusions sont fondées sur ces témoignages. La conclusion commune de tous les témoins a été que Nicolae Ceaușescu n'a pas eu de comptes à l'étranger » a déclaré le président de la Commission d’enquête, le sénateur George Sabin Cutaș, pour Mediafax.

### Carrière politique
Dan Voiculescu est élu sénateur au cours des élections parlementaires de 2004.
En avril 2007, la commission parlementaire conduite par Voiculescu a suspendu le président de la République en exercice Traian Băsescu, ce qui constitue une première dans l’histoire post-révolution de la Roumanie. Le rapport de la « commission Voiculescu » a été adopté par les députés par 322 votes pour et 108 contre, confirmant la suspension du président. Le référendum populaire qui suivra invalidera cependant cette suspension à une majorité écrasante.
En septembre 2007, Dan Voiculescu démissionne de son poste de sénateur, en signe de protestation contre le blocage par le Parlement de lois à caractère social. Il s'agissait de la promotion de ses projets concernant l'extension de contrats de locataires de maisons nationalisées, la réduction de la TVA pour les produits alimentaires, le fonds de solidarité pour les pensionnaires et la non-imposition du profit réinvesti, lois qui devaient apporter un plus d’argent aux pensionnaires aux bas revenus, faire baisser les prix des aliments de base ou bien aider les entreprises à réinvestir leurs profits.
En novembre 2008, à l'occasion des premières élections au scrutin uninominal, Dan Voiculescu revient au Parlement, obtenant 21 708 votes dans le collège 8 de Bucarest, et en décembre 2008, il est élu vice-président du Sénat par 83 voix contre 2.
À la fin 2008, il est renvoyé devant la justice par la Direction nationale anticorruption (DNA) pour des irrégularités dans la privatisation de l'Institut de recherches alimentaires.

### Homme d'affaires
Après 1990, il a créé le holding Grivco, l'entreprise la plus connue du groupe étant le trust Intact, incluant les chaînes de télévision Antena 1 (généraliste), Antena 3 (nouvelles) et Euforia TV (lifestyle), les journaux Jurnalul Național et Gazeta Sporturilor et la station de radio Romantic FM. Il constituera son premier million de dollars en 1996, grâce aux 400 000 USD de dividendes de GRIVCO et environ 600 000 USD dividendes de Antena 1. Le trust a été cédé à sa fille, Camelia Voiculescu, à la suite de l’intention de Dan Voiculescu, en juin 2006, d’occuper la fonction de vice-premier ministre dans le gouvernement Popescu-Tăriceanu, de la part du Parti conservateur, poste duquel George Copos avait démissionné.
Hormis ses investissements dans le secteur des médias, Dan Voiculescu a été aussi le patron d'autres affaires, les plus notables étant celles du domaine énergétique.
Dan Voiculescu est l'un des hommes les plus riches de Roumanie, avec une fortune estimée entre 1,5 et 1,6 milliard d'euros, conformément au Top 300 des plus riches Roumains lancé par la revue Capital en octobre 2009[réf. souhaitée].
En octobre 2009, à la suite d'informations apparues dans la presse, Dan Voiculescu, alors vice-président du Sénat, a fait l'objet de procédures de vérification par l'Agence nationale d'administration fiscale (ANAF), qui a établi que les accusations véhiculées à l’encontre de Voiculescu n'avaient pas de fondement réel[réf. nécessaire].
Depuis 2001, il s'est officiellement retiré des affaires.

## Vie personnelle
Sa première épouse a été Zsófia Égető, née en 1948 de parents d'origine hongroise originaires du județ de Covasna, et établis à Bucarest au début des années 1940. Elle a suivi les cours de l'Académie des sciences économiques (ASE), où Dan Voiculescu était alors étudiant. Ils se sont mariés au début des années 1970. Elle est morte au début des années 2000, après 30 ans de mariage. Aujourd'hui, Dan Voiculescu a une relation avec Liana Voiculescu, sans lien de parenté.
Il a deux filles et quatre petits-fils : Dan, Guenther, Mara, Evelyn et Dănuț.